# ゼメン
座標: 北緯42度33分 東経22度57分 / 北緯42.550度 東経22.950度

ゼメン
Земенゼメン ブルガリア内のゼメンの位置

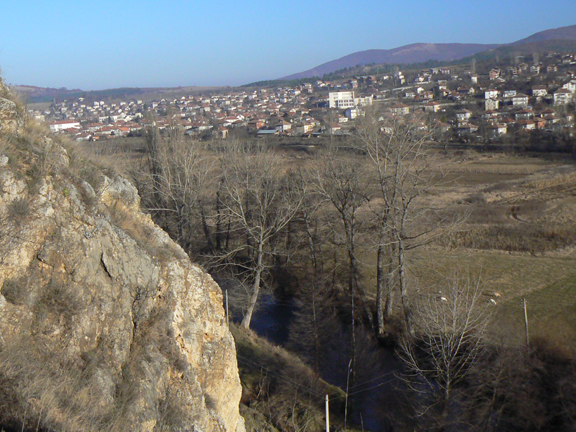
ゼメンの町の遠景。

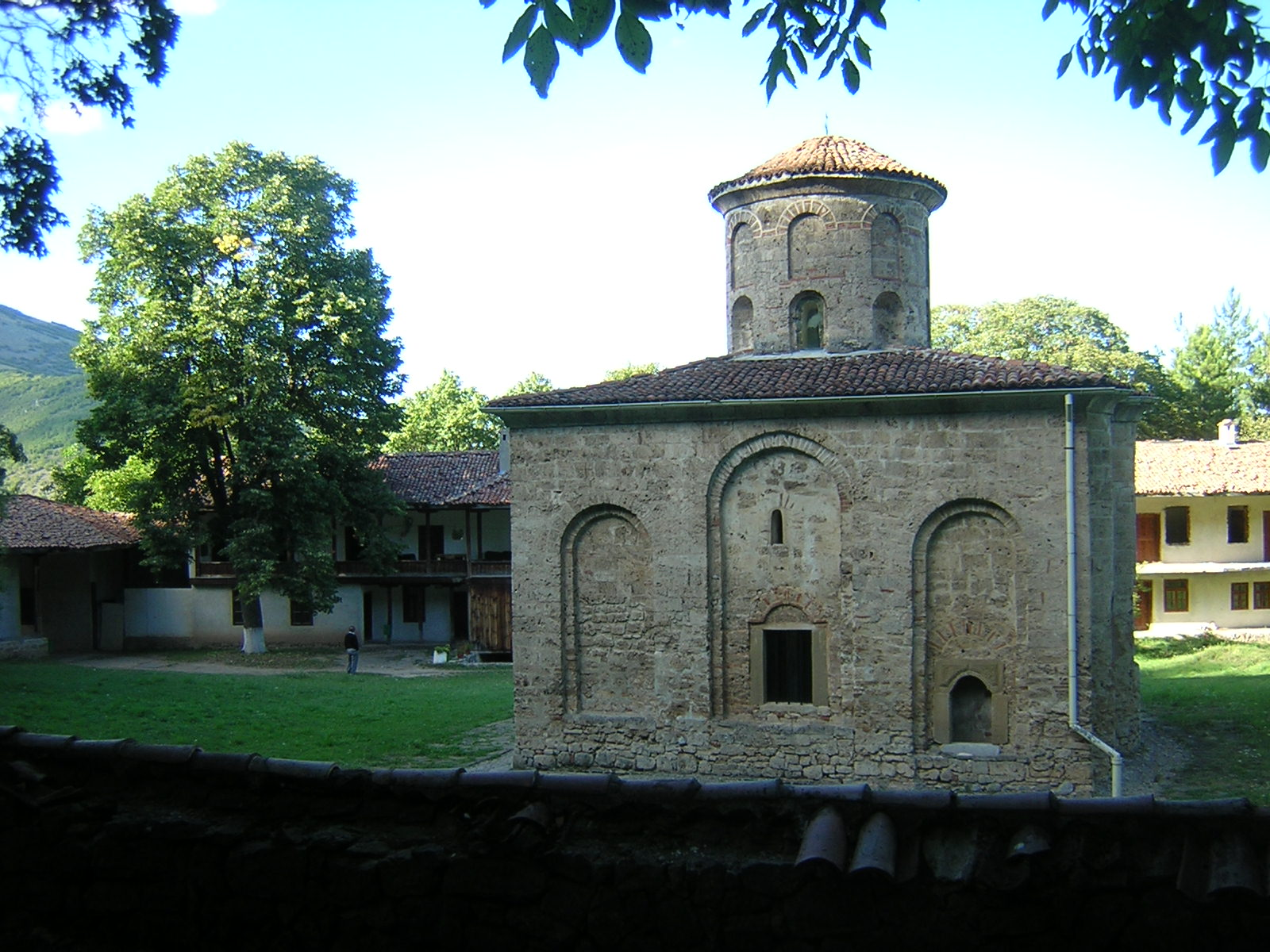
ゼメン修道院の聖堂。

ゼメン（ブルガリア語: Зѐмен / Zemen）はブルガリア西部の村、およびそれを中心とした基礎自治体。ペルニク州に属する。ストルマ川（Струма）沿いに位置している。
ゼメンの古い名前はベロヴォ（Белово / Belovo）であったが、1925年にゼメン改称された。新しい名前ははじめは付近の鉄道駅の名称に過ぎなかったが、後に村全体の呼称となった。この新しい名前は、郊外のストルマ渓谷にある中世の城・ゼムルングラト（Землънград / Zemlangrad）にちなんでいる。要塞は11世紀の「イサイア物語」に「ЗЄМЛЬНЬ ГРАД」として記述されたのが最古であり、また15世紀のセルビアの年代記に「ЗЄМЛЪНЬ」として記載されている。この名前は土地を意味する語に由来しており、地元の人々によれば、岩山に覆われたこの地域で唯一の耕作可能な土地であったことによるといわれている。
1974年に町となった。ゼメンは中世のゼメン修道院で知られている。人口のほとんどはブルガリア正教会に属する正教徒である。

## ゼメンにちなむ名称
南極大陸、サウス・シェトランド諸島のリヴィングストンにあるゼメン丘（Zemen Knoll）はゼメンにちなんで命名された。

## 町村
ゼメン基礎自治体（Община Земен）にはその中心であるゼメンをはじめとする、以下の町村（集落）が存在している。
- Беренде|
- Блатешница
- Враня стена
- Габровдол
- Горна Врабча
- Горна Глоговица
- Дивля
- Долна Врабча
- Еловдол|

- Жабляно
- Земен
- Калотинци
- Мурено
- Одраница
- Падине
- Пещера|
- Раянци
- Смиров дол